# 황연동
황연동(黃蓮洞)은 대한민국 강원특별자치도 태백시의 행정동이다.

## 개요
황연동은 삼척시 도계읍 신기면과 인접한 시의 관문으로 국도 제35호선과 국도 제38호선이 경유하고 있으며, 영동선 철도 3개역이 위치하고 있는 태백시의 교통요충지이다. 또한 도심은 상업중심구역이며, 외곽은 농업과 광업이 혼재하고 있는 도상광 복합지역이다.
1981년에 태백시가 출범하면서 황지2동, 연화동이 설치되었다. 황연동은 1998년에 황지2동과 연화동을 통합한 것으로, 이전의 연화동이란 명칭은 태백시로 승격될 당시 백산과 통리를 합치면서 연화산 동쪽에 있다고 하여 붙여진 이름이다.

## 법정동
- 황지동 일부 : 7-8일부, 9, 264-265일부, 266-267, 273일부, 274-356, 365-368일부, 379-380, 619-620, 621일부, 648-649, 654일부, 산1일부, 산2-6, 산15, 산173일부, 산174일부 번지
- 통동(桶洞)
- 백산동(栢山洞)

## 교육
- 통리초등학교
- 황지중앙초등학교
- 한국방송통신대학교 태백시학습관

## 관광
- 백병산